# Commission nationale des médias
Pour les articles homonymes, voir NMC.
La Commission nationale des médias (National Media Commission, NMC) est une agence du gouvernement du Ghana mandatée pour enregistrer, réglementer et surveiller les activités des maisons de presse au Ghana. Le président actuel de la commission est le journaliste Kwesi Gyan-Appenteng. 

## Histoire et activités
La Commission nationale des médias a été instituée le 7 juillet 1993 par une loi du Parlement, la loi de 1993 sur la Commission nationale des médias, la loi 449 en application des dispositions du chapitre 12 de la Constitution de 1992 du Ghana : elle enjoint, entre autres, de prendre toutes les mesures nécessaires pour garantir la l'établissement et le maintien des normes journalistiques les plus élevées sur les médias de masse, y compris les enquêtes, la médiation et le règlement des plaintes déposées contre ou par la presse ou d'autres médias de masse.  

## Voir également
- Association des bibliothèques du Ghana (en)
- Association du barreau du Ghana
- Constitution du Ghana
- Agence de presse du Ghana
- Ministère de la Communication et des Technologies
- Institut de journalisme du Ghana
- Association des journalistes du Ghana